# Mollia gracilis
Mollia gracilis är en malvaväxtart som beskrevs av Richard Spruce och George Bentham. Mollia gracilis ingår i släktet Mollia och familjen malvaväxter. Inga underarter finns listade i Catalogue of Life.